# أولاد عروس1 (عين نزاغ)
أولاد عروس1 هي إحدى مشيخات المملكة المغربية، تتبع جغرافيا لإقليم سطات وإداريًا لعين نزاغ. يقدر عدد سكانها بـ 4962 نسمة حسب الإحصاء الرسمي للسكان والسكنى لسنة 2004.